# Znojemský viadukt
Znojemský viadukt je železniční most ve Znojmě přes údolí řeky Dyje v km 99,297 jednokolejné tratě Znojmo–Retz. Je dlouhý 220 metrů, vysoký 48,9 metru a je nejvyšším mostem v Jihomoravském kraji. Byl postaven v letech 1869–1871 podle projektu Johanna Emanuela Brika jako součást Rakouské severozápadní dráhy, první vlak po něm projel 1. listopadu 1871. Tvořil ho nýtovaný spojitý příhradový nosník ze svářkové oceli spočívající na třech kamenných pilířích, vyrobený firmou Brüder Benkieser z Pforzheimu. V roce 1991 byl viadukt prohlášen kulturní památkou. Původní mostní konstrukce s rozpětím polí 50+60+60+50 m s horní mostovkou byla v roce 1992 kvůli svému špatnému stavu snesena a nahrazena provizorní konstrukcí, vojenským provizoriem ŽM-16 o rozpětí 4×60 m s dolní mostovkou. Kamenné pilíře byly ve velmi dobrém stavu. V letech 2008–2009 byl most v rámci elektrizace trati ze Znojma do Šatova kompletně rekonstruován – osazena byla nová ocelová mostní konstrukce o rozpětí polí 50+60+60+50 m s horní mostovkou.

## Galerie

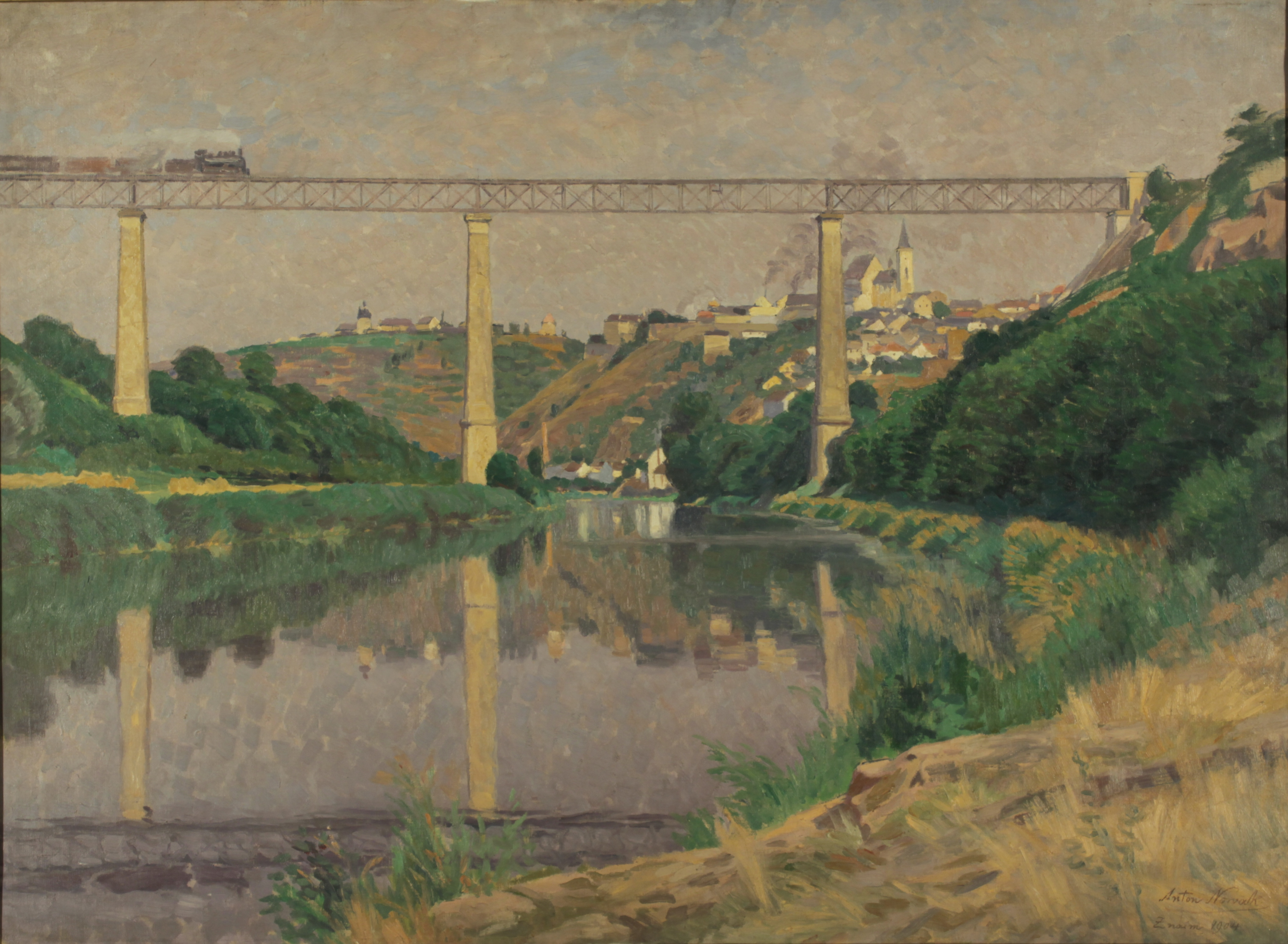
Obraz Mesto z železniškim mostom (kolem 1904) Antona Nowaka s původním viaduktem
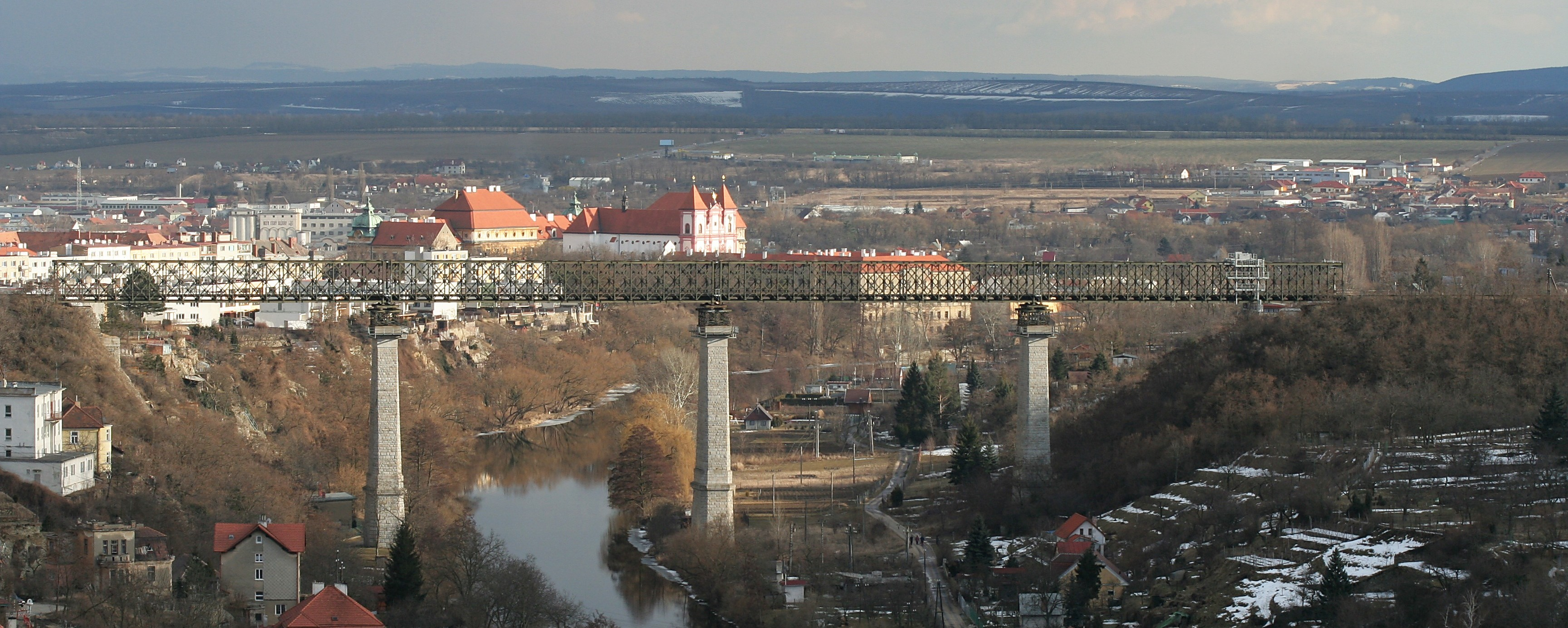
Mostní provizorium (2006)
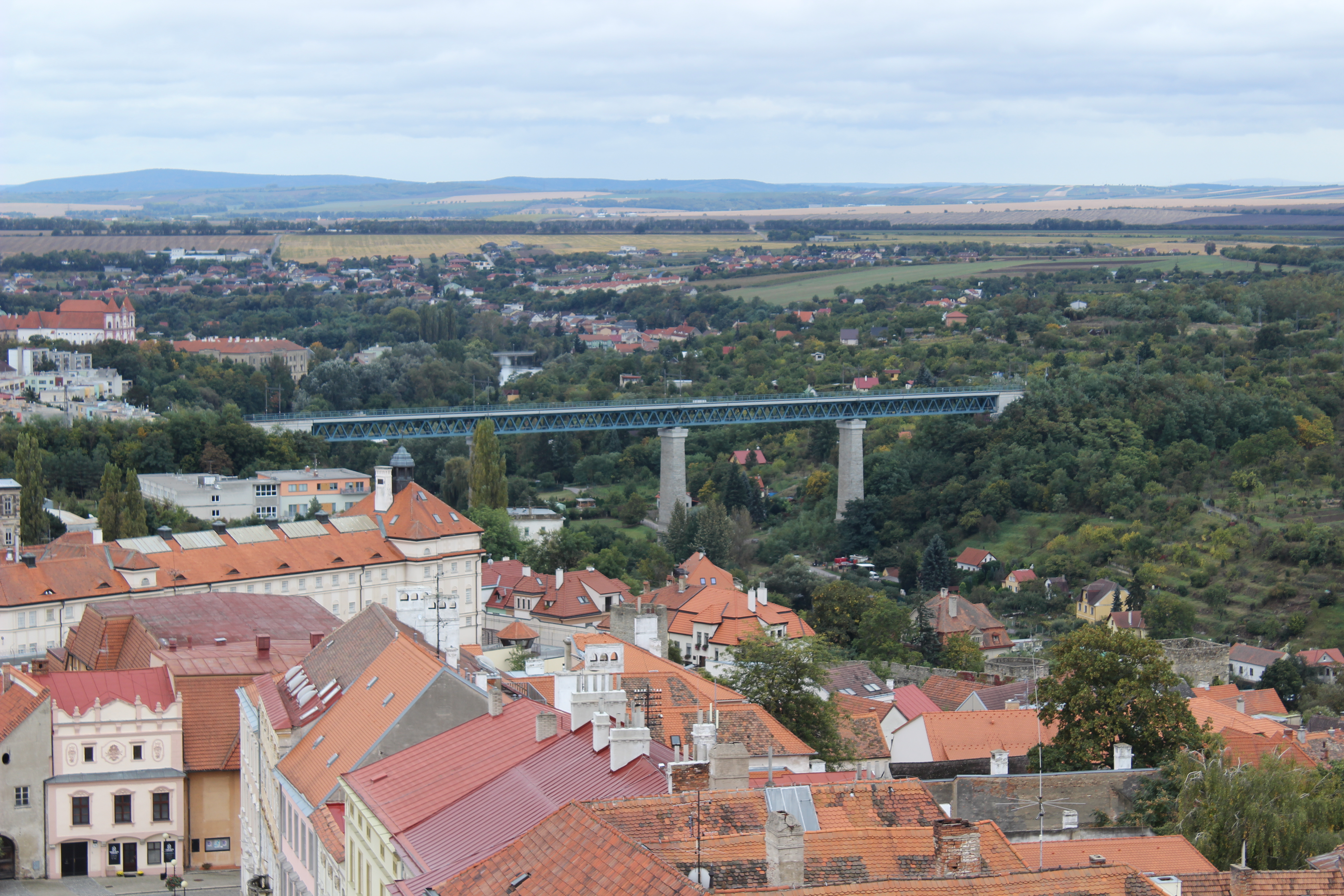
Pohled z radniční věže na současný most (2016)